# كيم برينك
كيم برينك (بالدنماركية: Kim Brink)‏ هو لاعب كرة قدم ومدرب كرة قدم دنماركي، ولد في 19 نوفمبر 1958 في الدنمارك في مملكة الدنمارك.

## وصلات خارجية
- كيم برينك على موقع قاعدة بيانات كرة القدم.إي يو (الإنجليزية)